# Ван ден Берг, Сепп
Сепп ван ден Берг (нидерл. Sepp van den Berg; родился 20 декабря 2001, Зволле) — нидерландский футболист, центральный защитник английского клуба «Брентфорд».

## Клубная карьера
Уроженец Зволле, Сепп начал футбольную карьеру в академии местного любительского клуба «КСВ ’28». В 2012 году стал игроком футбольной академии клуба ПЕК Зволле. 22 февраля 2018 года подписал профессиональный контракт с клубом до 2020 года. 11 марта 2018 года дебютировал в чемпионате Нидерландов, выйдя на замену в матче против клуба «Гронинген». В той игре он стал самым молодым игроком в истории Эредивизи, получившим жёлтую карточку. 18 марта 2018 года впервые вышел в стартовом составе «Зволле» в матче чемпионата против «Фейеноорда».
27 июня 2019 года подписал контракт с английским клубом «Ливерпуль».
1 февраля 2021 года перешёл в «Престон Норт Энд» на правах аренды.
30 августа 2022 года Ван ден Берг перешел в команду Бундеслиги «Шальке 04» на правах аренды на один сезон.

## Карьера в сборной
Ван ден Берг выступает за сборную Нидерландов до 19 лет.